# Police d'Israël
 (décembre 2023).
Si vous disposez d'ouvrages ou d'articles de référence ou si vous connaissez des sites web de qualité traitant du thème abordé ici, merci de compléter l'article en donnant les références utiles à sa vérifiabilité et en les liant à la section « Notes et références ».

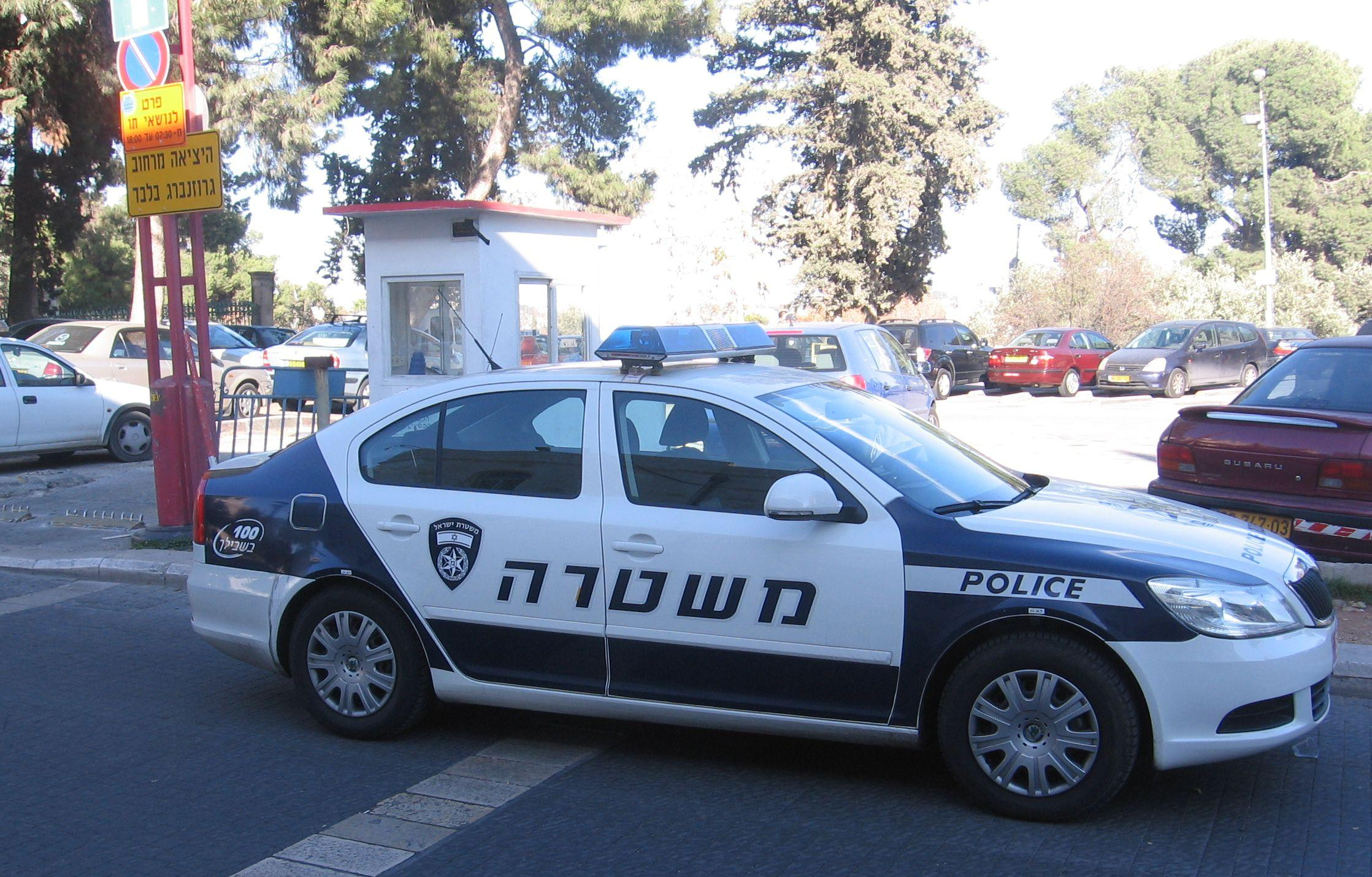
Voiture de police israélienne.

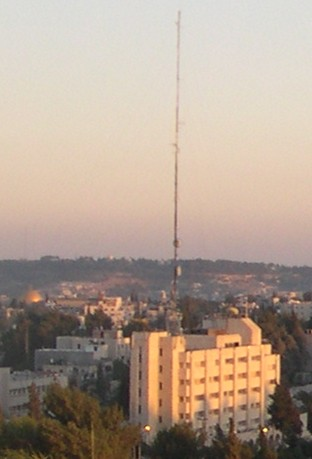
Direction nationale de la police israélienne à Jérusalem.

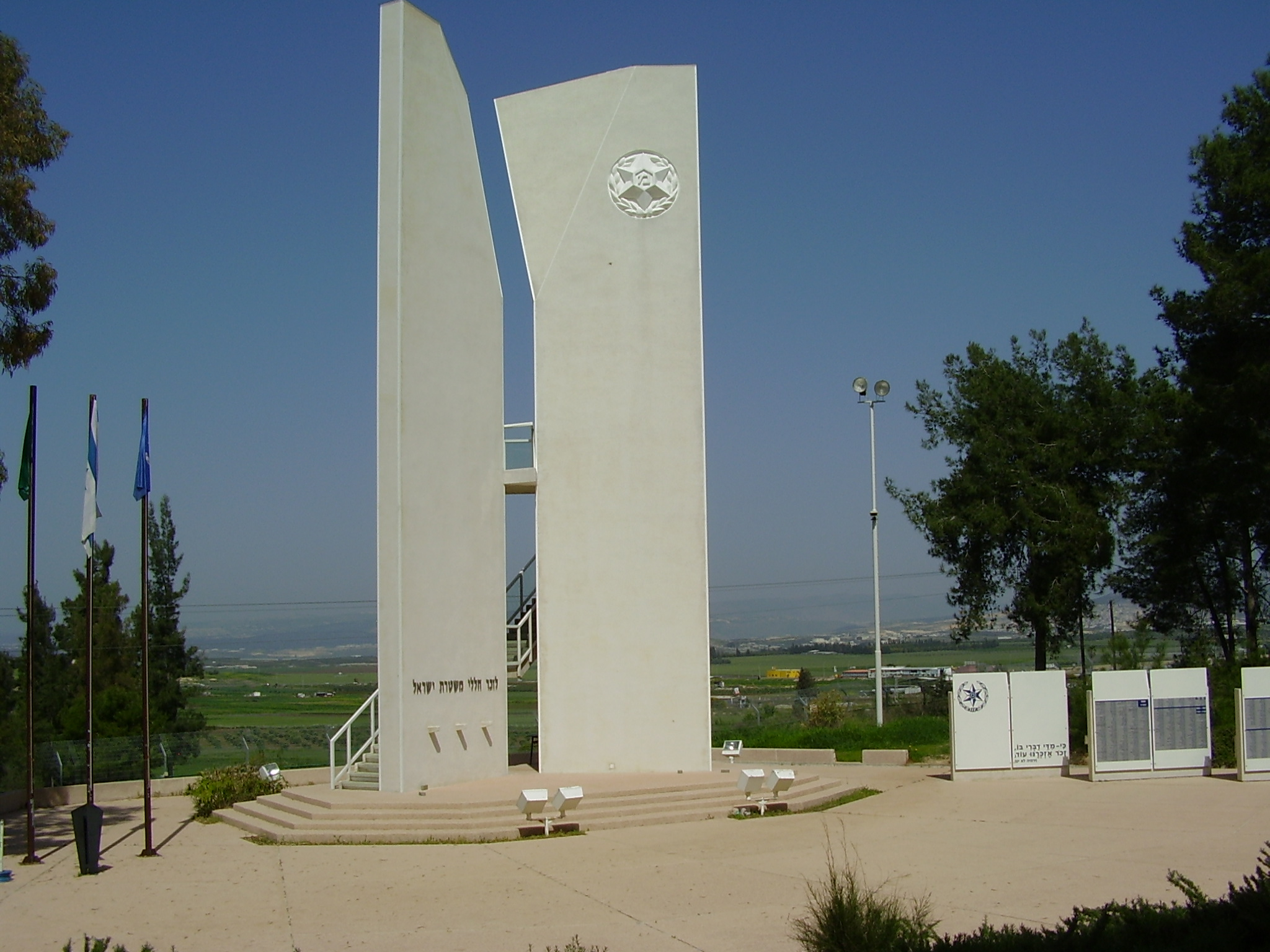
Le Mémorial de la police israélienne.

La police d'Israël (hébreu : משטרת ישראל) ou Mishtara est une force civile de l'État d'Israël, composée de 26 000 agents salariés et 75 000 volontaires. Comme pour la plupart des autres forces de police dans le monde, ses fonctions incluent la sûreté publique, l'investigation judiciaire, la gestion de la circulation et le maintien de l'ordre.
Le commissaire général actuellement à la tête de la hiérarchie de la police israélienne est Avshalom Peled, qui exerce par intérim depuis juillet 2024 après avoir succédé à Kobi Shabtai. La Direction nationale de la police israélienne est le siège de la police israélienne, situé à Kiryat Menachem Begin (en) à Jérusalem.
En cas d'urgence, un citoyen peut contacter la police en composant le numéro « 100 » depuis n'importe quel téléphone en Israël.

## Liste des commissaires généraux
| No | Portrait                                                        | Identité                                      | Période           | Période                  | Durée                      |
| No | Portrait                                                        | Identité                                      | Début             | Fin                      | Durée                      |
| -- | --------------------------------------------------------------- | --------------------------------------------- | ----------------- | ------------------------ | -------------------------- |
| 1  | Yehezkel Sahar                                                  | Yehezkel Sahar (d) (1907 - 1998)              | 14 mai 1948       | 31 mai 1958              | 10 ans et 17 jours         |
| 2  | Yosef Nachmias                                                  | Yosef Nachmias (d) (1912 - 2008)              | 10 juin 1958      | 31 mai 1964              | 5 ans, 11 mois et 21 jours |
| 3  | Pinhas Kopel                                                    | Pinhas Kopel (en) (1918 - 1997)               | 31 mai 1964       | 31 juillet 1972          | 8 ans et 2 mois            |
| 4  | Pas de portrait sous licence libre disponible pour Aharon Sela. | Aharon Sela (d) (1918 - 1972)                 | 1er août 1972     | 23 septembre 1972 (mort) | 1 mois et 22 jours         |
| 5  | Shaul Rosolio                                                   | Shaul Rosolio (en) (1923 - 1992)              | 1er novembre 1972 | 30 décembre 1976         | 4 ans, 1 mois et 29 jours  |
| 6  | Pas de portrait sous licence libre disponible pour Haïm Tavori. | Haïm Tavori (en) (1919 - 2002)                | 30 décembre 1976  | 31 décembre 1979         | 3 ans et 1 jour            |
| 7  | Herzl Shafir                                                    | Herzl Shafir (en) (1929 - 2021)               | 31 décembre 1979  | 31 décembre 1980         | 1 an                       |
| 8  | Aryeh Ivtzen                                                    | Aryeh Ivtzen (d) (1928 - 2013)                | 5 janvier 1981    | 31 mars 1985             | 4 ans, 2 mois et 26 jours  |
| 9  | Pas de portrait sous licence libre disponible pour David Kraus. | David Kraus (d) (1929 - 2000)                 | 31 mars 1985      | 31 mars 1990             | 5 ans                      |
| 10 | Yaacov Terner                                                   | Yaacov Terner (1935 - 2024)                   | 31 mars 1990      | 31 mars 1993             | 3 ans                      |
| 11 | Rafi Peled                                                      | Rafi Peled (d) (né en 1944)                   | 31 mars 1993      | 30 avril 1994            | 1 an et 30 jours           |
| 12 | Assaf Hefetz                                                    | Assaf Hefetz (en) (né en 1944)                | 30 avril 1994     | 31 décembre 1997         | 3 ans, 8 mois et 1 jour    |
| 13 | Yehuda Wilk                                                     | Yehuda Wilk (d) (1949 - 2019)                 | 1er juin 1998     | 31 décembre 2000         | 2 ans, 6 mois et 30 jours  |
| 14 | Shlomo Aharonishki                                              | Shlomo Aharonishki (d) (né en 1947)           | 1er janvier 2001  | 31 juillet 2004          | 3 ans, 6 mois et 30 jours  |
| 15 | Moshe Karadi                                                    | Moshe Karadi (en) (né en 1960)                | 31 juillet 2004   | 1er mai 2007             | 2 ans et 9 mois            |
| 16 | Dudi Cohen, 8 mars 2011.                                        | Dudi Cohen (d) (né en 1955)                   | 1er mai 2007      | 1er mai 2011             | 4 ans                      |
| 17 | Yohanan Danino                                                  | Yohanan Danino (en) (né en 1959)              | 1er mai 2011      | 30 juin 2015             | 4 ans, 1 mois et 29 jours  |
|    | Benzi Sau                                                       | Par intérim : Benzi Sau (d) (né en 1959)      | 30 juin 2015      | 3 décembre 2015          | 5 mois et 3 jours          |
| 18 | Roni Alsheikh                                                   | Roni Alsheikh (en) (né en 1963)               | 3 décembre 2015   | 3 décembre 2018          | 3 ans                      |
|    | Motti Cohen                                                     | Par intérim : Motti Cohen (en) (né en 1962)   | 3 décembre 2018   | 31 décembre 2020         | 2 ans et 28 jours          |
|    | Kobi Shabtai                                                    | Par intérim : Kobi Shabtai (né en 1964)       | 1er janvier 2021  | 17 janvier 2021          | 16 jours                   |
| 19 | Kobi Shabtai                                                    | Kobi Shabtai (né en 1964)                     | 17 janvier 2021   | 17 juillet 2024          | 3 ans et 6 mois            |
|    | Avshalom Peled                                                  | Par intérim : Avshalom Peled (d) (né en 1961) | 18 juillet 2024   | En cours                 | 7 mois et 24 jours         |

## Organisation
La Police israélienne comprend 35 000 hommes et femmes répartis en districts régionaux :
- District Central
- District Sud
- District Nord
- District de Judée et Samarie
- District de Tel Aviv
- District de Jérusalem.

## Missions
Les personnels de la police se répartissent entre des services spécialisés dans la sécurité publique, la Police judiciaire et le maintien de l'ordre (Yamam, Yassam, etc).

## Grades
| Grade                             | Équivalent dans la Police britannique                   | Galons |
| Agents                            | Agents                                                  | Agents |
| --------------------------------- | ------------------------------------------------------- | ------ |
| שוטר (Choter)                     | Constable (connétable)                                  |        |
| רב שוטר (Rav Choter)              | Corporal (caporal)                                      |        |
| סמל שני (Samal Cheni)             | Sergeant (sergent)                                      |        |
| סמל ראשון (Samal Richon)          | Staff Sergeant (sergent-chef)                           |        |
| רב סמל (Rav Samal)                | Sergeant First Class (sergent de première classe (en))  |        |
| רב סמל ראשון (Rav Samal Richon)   | Master Sergeant (sergent-maître (en))                   |        |
| רב סמל מתקדם (Rav Samal Mitkadem) | First Sergeant (premier sergent (en))                   |        |
| רב סמל בכיר (Rav Samal Bahir)     | Sergeant Major (sergent-major)                          |        |
| רב נגד (Rav Nagad)                | Command sergeant major (sergent-major de commande (en)) |        |
| Officier                          |                                                         |        |
| צוער (Tsoer)                      | Officer Cadet (élève-officier)                          |        |
| מפקח משנה (Mefakeah Michné)       | Sub-Inspector (sous-inspecteur (en))                    |        |
| מפקח (Mefakeah)                   | Inspector (inspecteur)                                  |        |
| פקד (Pakad)                       | Chief Inspector (inspecteur-chef)                       |        |
| רב פקד (Rav Pakad)                | Superintendent (superintendant)                         |        |
| סגן ניצב (Sgan Nitsav)            | Chief Superintendent (chef surintendant)                |        |
| ניצב משנה (Nitsav Michné)         | Commander (commandant)                                  |        |
| תת ניצב (Tat Nitsav)              | Brigadier General (brigadier-général)                   |        |
| ניצב (Nitsav)                     | Major General (major-général)                           |        |
| רב ניצב (Rav Nitsav)              | Commissioner (commissaire général)                      |        |

## Arabes israéliens au sein de la police israélienne
En 2016, pour la première fois de l'histoire de la police israélienne, un arabe musulman israélien, Jamal Hakrush, devient commissaire adjoint de la police israélienne,.